# Where Was I? (film 1925)
Where Was I? è un film muto del 1925 diretto da William A. Seiter. La sceneggiatura si basa su Where Was I?, un racconto di Edgar Franklin pubblicato su Argosy All-Story Weekly il 22 novembre 1924.

## Trama
Per evitare l'unione di sua figlia Alicia con Tom Berford, il suo peggior rivale in affari, George Stone spinge una donna, Claire, a dichiarare di essere sposata con Berford. Questi, non potendo dimostrare la falsità della dichiarazione di Claire. non può far nulla per impedirle di installarsi in casa sua. Dopo molte complicazioni, Claire alla fine ammette di aver preso parte al piano di Stone, smascherando il finanziere. Tom può finalmente sposare l'amata Alicia.

## Produzione
Il film fu prodotto dall'Universal Jewel (Universal Pictures).

## Distribuzione
Il copyright del film, richiesto dall'Universal, fu registrato il 21 agosto 1925 con il numero LP21766.
Distribuito dall'Universal Pictures, il film uscì nelle sale cinematografiche statunitensi il 15 novembre 1925 dopo essere stato presentato in prima a New York il 18 agosto 1925. Nel 1926, il film fu distribuito in Francia (il 2 luglio, con il titolo Où étais-je?), nel Regno Unito (il 2 agosto, attraverso la European Motion Picture Company) e in Portogallo (il 22 ottobre, come Mulheres Demais).
Pur se alcune fonti lo ritengano un film perduto, la Library of Congress riporta che copia della pellicola si trova conservata in un archivio di Amsterdam.